# Weißfußgarnele
Die Weißfußgarnele Litopenaeus vannamei (Syn. Penaeus vannamei, engl. „White shrimp“ oder „Whiteleg shrimp“) ist ein Zehnfußkrebs aus der Familie der Penaeidae. Diese aus dem östlichen Pazifik stammende Garnele ist mit einem Anteil von über 80 Prozent am Garnelenmarkt die wichtigste Zuchtgarnele und wird weltweit verkauft.

## Merkmale

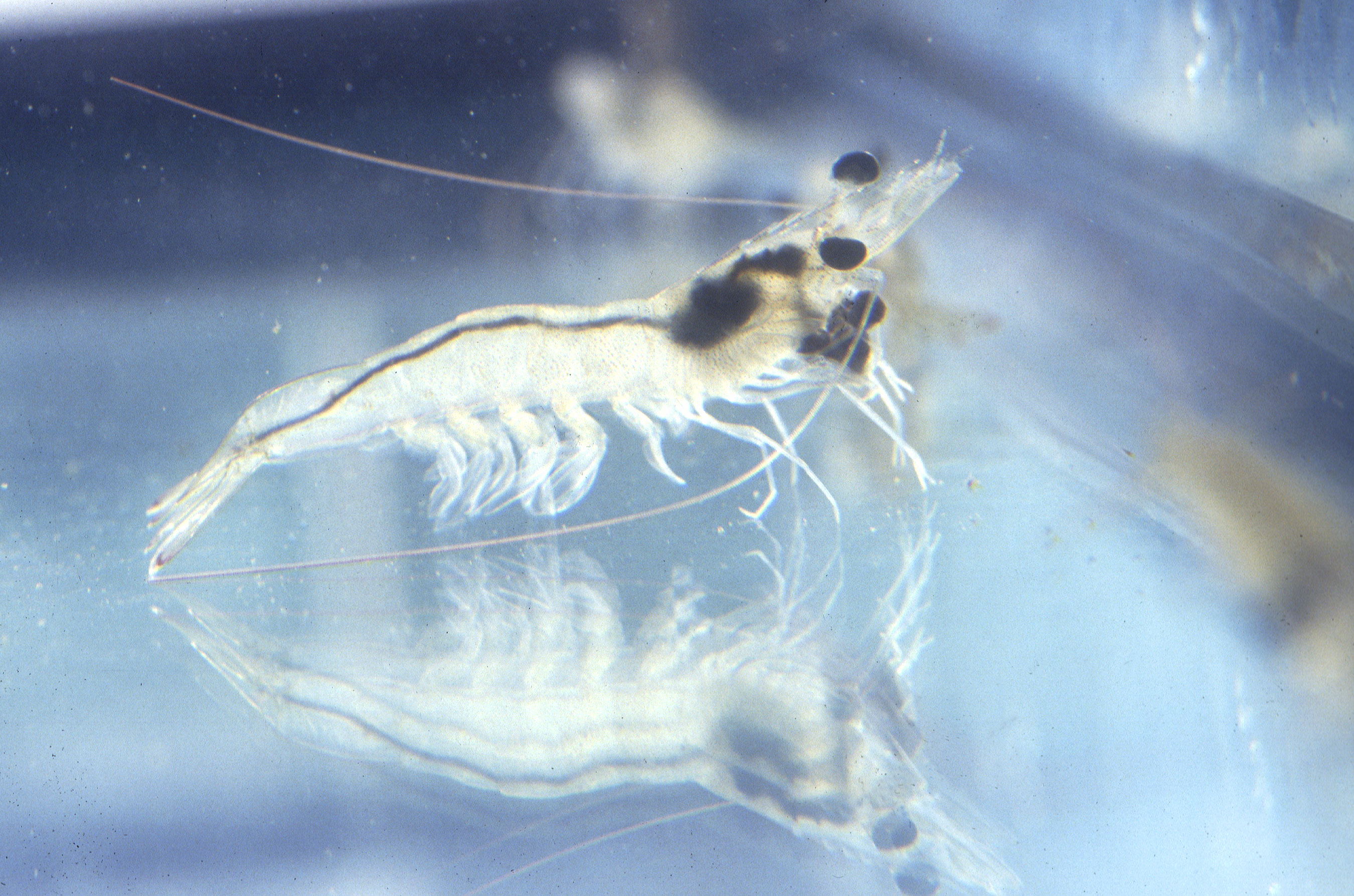
Litopenaeus vannamei als (Post-?) Larve beim Fressen von Sojabohnenmehl-Pellets

Litopenaeus vannamei erreicht Körperlängen von 23 cm, die maximale Länge des Carapax beträgt dann rund 9 cm. Weibchen sind üblicherweise größer als Männchen gleichen Alters, da sie schneller wachsen. Der gesamte Körper hat eine meist durchscheinend milchige Färbung, kann aber auch in Abhängigkeit von Bodenbeschaffenheit, Ernährung und Wassertrübung variieren.
Das Rostrum besitzt sieben bis zehn rückenseitige und zwei bis vier bauchseitige Zähne. Das Thelycum der Weibchen ist eher offen. Bei Männchen ist das Petasma symmetrisch und halb offen. Der vom Rostrum nach hinten verlaufende Grat reicht nicht ganz bis zur hinteren Kante des Carapax. Im Vergleich zu anderen Arten der Gattung ist der Carapax im Verhältnis zum Abdomen relativ kurz und die Spitze des Rostrums zeigt eher nach unten.

## Fortpflanzung und Entwicklung
Litopenaeus vannamei wird in einem Alter von sechs bis sieben Monaten geschlechtsreif. Männchen sind dann etwa 20 g schwer, Weibchen etwa 28 g. Weibchen mit einem Gewicht von 30 bis 45 g produzieren 100.000 bis 250.000 Eier, die einen mittleren Durchmesser von 0,22 mm besitzen. Rund 16 Stunden nach der Befruchtung der Eier schlüpfen die Zoea-Larven. Jene sind frei schwimmend, zeigen Phototaxis und fressen nicht. Während der Larvenstadien Protozoea, Mysis und Postlarve bleiben sie planktisch und ernähren sich von Phyto- und Zooplankton. Als Postlarve geht Litopenaeus vannamei in eine benthische Lebensweise über und ernährt sich dann von Detritus, Würmern, Muscheln und anderen Krebstieren.

## Verbreitung und Lebensraum
Das natürliche Verbreitungsgebiet von Litopenaeus vannamei ist die Pazifikküste von Sonora im Norden über Mittelamerika bis etwa zur peruanischen Region Tumbes im Süden. Dort lebt sie in Meerestiefen von 0 bis 72 Metern auf schlammigem Grund. Adulte leben eher marin als benthont, während Larven frei schwimmend als Plankton direkt an der Küste zu finden sind, meist in Ästuaren, Lagunen oder Mangrovenwäldern. Die Wassertemperatur liegt ganzjährig stets über 20 °C.

## Taxonomie
Lee Boone beschrieb die Art im Jahr 1931 als Penaeus vannamei. Er benannte sie nach Willard Gibbs Van Name, der den Holotypus auf einem Fischmarkt in Panama-Stadt im Jahr 1926 erstand. Im Jahr 1969 gliederte Isabel Pérez Farfante die Gattung Penaeus in Untergattungen und führte die Garnele als Penaeus (Litopenaeus) vannamei. Nach einer erneuten Revision der Gattung durch Isabel Pérez Farfante und B. Kensley im Jahr 1997 wurden die Untergattungen in den Status der Gattung erhoben, weshalb die Garnele nun Litopenaeus zugehörig ist. Von jener ist Litopenaeus vannamei Typspezies.

## Nutzung als Zuchtgarnele

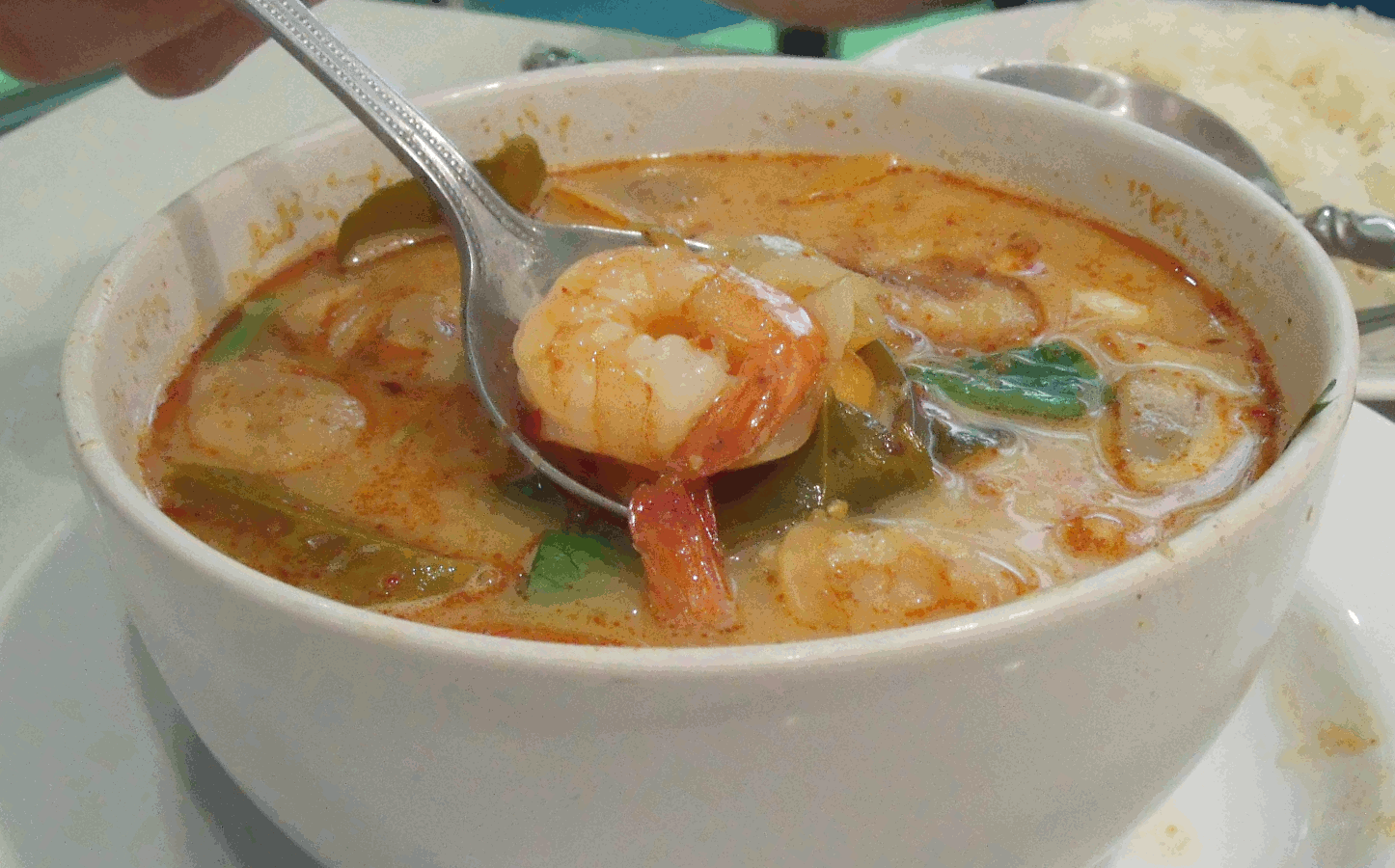
Tom Yam Suppe, meistens mit Litopenaeus vannamei

Für die Aquakultur ist die Weißfußgarnele als Warmwasserart relevanter als Arten, die kältere Wassertemperaturen bevorzugen, da sie weitaus schneller wachsen. Das Fleisch der Garnelen ist zwar mittlerweile ein Massenprodukt, gilt aber immer noch als Delikatesse, wobei die weltweite Nachfrage noch immer steigt. Deshalb wird Litopenaeus vannamei sowohl gefischt als auch in Aquakulturen gezüchtet.
Die ersten Aquakulturbetriebe entstanden Ende der 1970er Jahre in Süd- und Mittelamerika. Ab den frühen 1980er wurden auch in den USA Aquakulturen errichtet. Die in Amerika produzierte Menge betrug 2004 über 270.000 t. Da Litopenaeus vannamei wesentlich einfacher zu züchten ist als Penaeus monodon, begann man mit der Zucht zu Beginn des 21. Jahrhunderts auch in Asien, vor allem in Thailand, China, Indonesien und Vietnam. In Asien wurden im Jahr 2004 1.116.000 t gezüchtet. Laut FAO betrug die gezüchtete Menge Litopenaeus vannamei im Jahr 2011 2.877.542 t und hatte einen Wert von mehr als 12.160.812.000 US-Dollar. Bis 2022 wuchs die Produktion stark an und betrug 2022 bereits über 5.800.000 t., womit die Weißfuß-Garnele das wichtigste Krebstier in der Aquakultur ist.
In den Handel gelangen die Garnelen meist gefroren, mit oder ohne Cephalothorax. Die Hauptimporteure sind die USA, gefolgt von der EU und Japan.